# 内乌 (克勒兹省)
内乌（法語：Néoux，法語發音：[neu]）是法国克勒兹省的一个市镇，属于欧比松区。

## 地理
内乌（45°54'54"N, 2°15'38"E）面积23.81 平方千米，位于法国新阿基坦大区克勒兹省，该省份为法国中部省份，位于法國中央高原西北部，北起安德尔省和谢尔省，西接维埃纳省，南至科雷兹省，东临多姆山省，东北与阿列省接壤。
与内乌接壤的市镇（或旧市镇、城区）包括：穆捷罗泽耶、蓬沙罗、圣阿尔皮尼安、圣阿维德塔尔代、圣费尔拉蒙塔涅、圣弗里翁、克罗附近圣莫里斯、圣帕尔杜达尔内、新圣帕尔杜、圣西尔万贝勒加德。

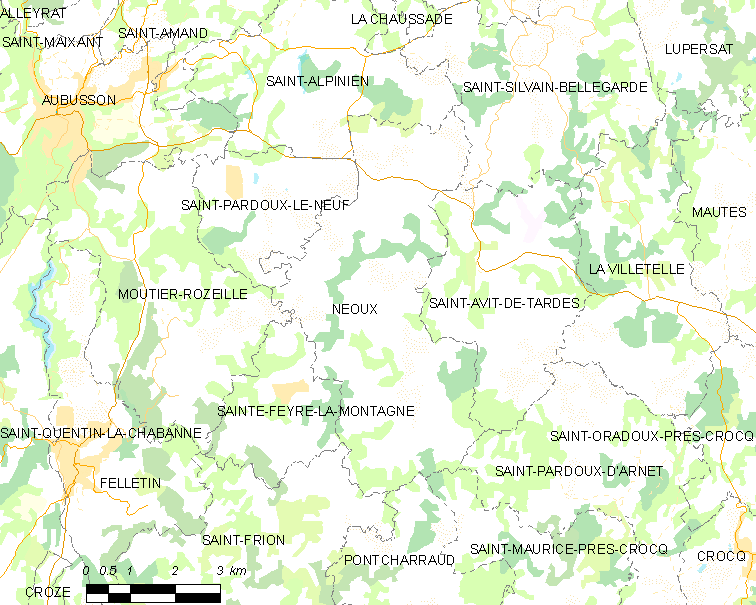
的OSM定位图

内乌的时区为UTC+01:00、UTC+02:00（夏令时）。

## 行政
内乌的邮政编码为23200，INSEE市镇编码为23142。

## 政治
内乌所属的省级选区为欧比松县。

## 人口

1962-2008年间人口变化图示

内乌于2022年1月1日时的人口数量为279人。